# Косенко, Николай Васильевич (писатель)
Николай Васильевич Косенко (23 мая 1943 года, с. Криничное, Россошанский район, Воронежская область — 22 июля 1993 года, Ростов-на-Дону) — русский советский писатель, член Союза российских писателей (1991).

## Биография
Родился 23 мая 1943 года в селе Криничное Россошанского района Воронежской области.
Детство будущего писателя прошло в селе, где он окончил школу.
В 1961 году уехал в Ростов-на-Дону. После школы служил в армии, потом работал крановщиком, грузчиком, электриком.
В 1977 году окончил Литературный институт имени Горького.
По окончании учебы в институте работал в литературном журнале «Дон», с 1992 года Н. Косенко работал литературным сотрудником газеты «Крестьянин».

## Творчество
Первая книга Н. Косенко «Редкие звезды» была издана в 1982 году. В следующей книге «Среди добрых людей» писатель описывает жизнь сельчан, знакомую ему с детства.
Им была написана повесть для детей о городских ребятах, проводящих летние каникулы в деревне — «Каникулы в Апимондии».
В 1991 году Н. В. Косенко, как прозаика, приняли в Союз российских писателей.
Скончался 22 июля 1993 года, был похоронен на ростовском Северном кладбище.

## Труды
Изданы следующие произведения писателя:
- Редкие звезды. Повесть, рассказы. — Ростов н/Д: Кн. изд-во, 1982.
- Среди добрых людей. Повести и рассказы. — Ростов н/Д: Кн. изд-во, 1987.
- Косенко, Н. Каникулы в Апимондии: три урока природы / Н. В. Косенко; худож. Н. Я. Бойко. — Ростов н/Д: Ростовское книжное изд-во, 1988. — 176 с.: ил. (Рассказы о профессии).
- Холодное пламя заката. Повести и рассказы. — М.: Современник, 1989.